# 공포의 도시
공포의 도시(Peur Sur La Ville, Fear Over The City)는 이탈리아에서 제작된 앙리 베르뇌유 감독의 1975년 영화이다. 장폴 벨몽도 등이 주연으로 출연하였다.

## 출연

### 주연
- 장폴 벨몽도
- 장 프랑수아 발머

### 조연
- 지오바니 시안프리글리아
- 샤를르 드네
- 장 마틴
- 레아 마사리
- 아달베르토 마리아 멀리
- 자크 리스팔
- 로시 바르트